# 리틀, 브라운 앤드 컴퍼니

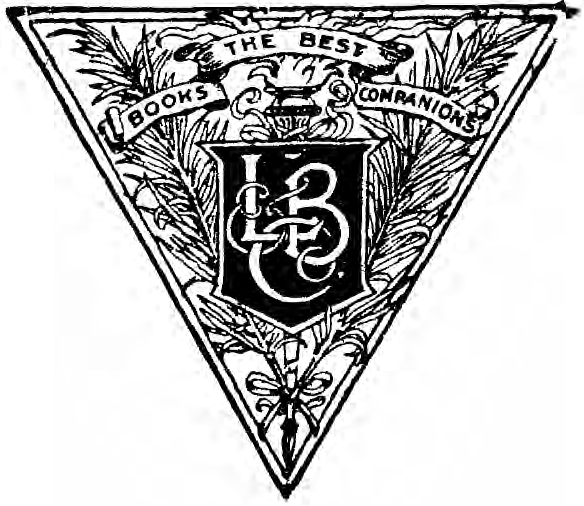

리틀, 브라운 앤드 컴퍼니(Little, Brown and Company)는 찰스 코핀 리틀과 제임스 브라운이 설립한 출판사이다.